# Советск (Новосибирская область)
Советск — исчезнувшая деревня в Болотнинском районе Новосибирской области. На момент упразднения входила в состав Зудовского сельсовета. Исключена из учётных данных в 1971 году.

## География
Располагалась в истоке безымянного ручья, притока реки Икса, в 2 км к северо-востоку от деревни Козловка.

## История
Образована в 1928 году как отселок деревни Козловка.
Решением Новосибирского облисполкома от 27.09.1971 г. № 650 деревня исключена из учётных данных как фактически не существующая.